# We Can Fly
「We Can Fly」（ウィ・キャン・フライ）は1982年4月1日に発売された、チューリップ通算21枚目のシングル。

## 解説
当初はA面を「2222年ピクニック」、B面を「We Can Fly」として発売する予定だったが、完成後「We Can Fly」に対するスタッフの評判が高かったため、急きょ同曲をA面として発売することになった。
「2222年ピクニック」は1982年7月1日に発売された同名タイトルのアルバムの2曲目に収録されており、同曲の歌詞には「We Can Fly」という言葉が登場する。
ただし、この歌詞カード面において宣伝されているのは、前年に発売されていた「THE 10th ODYSSEY」である。
A面、B面ともオリジナル・アルバム未収録だが、「We Can Fly」は同年にリリースされた10周年記念ベスト・アルバム『TULIP LAND』をはじめ、多くのベスト・アルバムに収録されている。
「愛が出てきた日」は、「これこそがTULIPポップだ!」などシングルを集めたレコード会社の企画盤に収録されている。
ジャケットにはメンバー全員で写った写真が用いられているが、顔にピントが合っているのは財津と宮城のみで、後にチューリップを脱退する安部、姫野、伊藤の3名はピンボケしている。

## 収録曲
全曲作詞・作曲：財津和夫　編曲：チューリップ
1. We Can Fly
  - 冒頭の手拍子、サビの3声のコーラスワークなどのアレンジが特徴で、再結成後のライブで演奏されることがある。
2. 愛が出てきた日
  - チューリップとしてのライブ演奏はこれまでされていないが、財津のソロでは演奏されたことがある。